# Dactyloctenium robecchii
Dactyloctenium robecchii là một loài thực vật có hoa trong họ Hòa thảo. Loài này được (Chiov.) Chiov. mô tả khoa học đầu tiên năm 1929.